# Kyle Mooney
Kyle James Kozub Mooney (San Diego, 4 settembre 1984) è un comico e attore statunitense.
È membro del cast di Saturday Night Live dal 2013 al 2022. Le sue interviste a sconosciuti per strada sono state presentate in trasmissioni televisive come Jimmy Kimmel Live! e Sports Show with Norm Macdonald.
Mooney è sceneggiatore e membro del gruppo comico Upright Citizens Brigade dal 2007. Ha recitato nel ruolo di Rory nella serie comica targata HBO Hello Ladies. Ha inoltre preso parte al film Brigsby Bear, che ha anche co-sceneggiato.

## Biografia
Mooney è il più piccolo di tre fratelli ed è nato a San Diego, in California. La madre, Linda (nata Kozub), è una ex giornalista del San Diego Union-Tribune. Il padre Brian è un consulente e pianificatore territoriale. Mooney ha due fratelli maggiori, Sean e Ryan. Mooney è mancino e miope.
Si è diplomato presso la Scripps Ranch High School nel 2003, dove ha vinto un premio per l'interpretazione del ruolo di Prospero ne La tempesta di Shakespeare. Ha studiato cinema alla University of Southern California, dove si è esibito in improvvisazioni e sketch comici con il gruppo collegiale Commedus Interruptus, di cui facevano parte anche Beck Bennett e Nick Rutherford.
Mooney si autodefinisce un collezionista e possiede da quando era bambino una collezione di VHS. Grazie alle conoscenze fatte durante SNL, Mooney è riuscito a farsi autografare i suoi VHS dagli attori che vi hanno recitato. Per esempio, Mooney possiede un VHS di Beetlejuice firmata sia da Michael Keaton che da Alec Baldwin.

## Carriera

### Good Neighbor
Nel 2007, Mooney, Bennett e Rutherford si sono uniti per formare il gruppo comico Good Neighbor, insieme all'amico, regista ed editore di Mooney, Dave McCary. Bennett e McCary si sono uniti a Mooney su SNL nel 2013 (rispettivamente come interprete e regista), e Rutherford è stato assunto come sceneggiatore l'anno successivo. Nel 2014, Good Neighbor è stato classificato 98º nella Top 100 dei migliori canali YouTube dalla rivista online NewMediaRockstars.

### Saturday Night Live
Il 28 settembre 2013, Kyle Mooney ha fatto il suo debutto al Saturday Night Live come comparsa. All'inizio della quarantunesima stagione, Mooney è stato promosso al cast di repertorio.
Mooney ha portato ad SNL alcuni dei suoi personaggi YouTube, tra cui il suo intervistatore di sconosciuti per strada, il "ragazzo che fuma erba 4 ore su 20", Chris Fitzpatrick, Todd di Inside SoCal e Bruce Chandling.
Ha fatto il provino per unirsi al cast di SNL nell'estate del 2012, ma è stato rifiutato, venendo però promosso l'anno successivo.
Tra le sue imitazioni al Saturday Night Live ci sono Jim Acosta, Woody Allen, Criss Angel, Fred Astaire, David Axelrod, Jeff Bezos, Neil Cavuto, Lincoln Chafee, Bradley Cooper, Tom Cotton, Michael Jackson, Bruce Jessen, Steve Jobs, John Kennedy, Chris Kirkpatrick, Joey Lawrence, Macklemore, Howie Mandel, Chuck Norris, Rand Paul, Papa Francesco, Axl Rose, Skrillex, Stephen Stills e Steven Tyler.

### YouTube
Mooney ha aperto il suo canale YouTube personale (chiamato "kyle") nel settembre 2005, dove ha pubblicato brevi sketch comici. È stato anche membro del canale GoodNeighborStuff, insieme a Beck Bennett, Nick Rutherford e Dave McCary.

### Altro
Nel 2021, è stata pubblicata su Netflix la serie Saturday Morning All Star Hits!, di cui Mooney è co-creatore, co-autore, e in cui interpreta e doppia buona parte dei personaggi. La serie è una parodia dei programmi TV per ragazzi degli anni '80 e '90.

### Regia
Il 23 marzo 2023 è stato annunciato che Mooney avrebbe diretto la disaster comedy Y2K prodotta da A24.

## Filmografia parziale

### Regista
- Y2K (2024)

### Attore

#### Cinema
- Playing It Cool, regia di Justin Reardon (2014)
- Hello, My Name Is Doris, regia di Michael Showalter (2015)
- Zoolander 2, regia di Ben Stiller (2016)
- Cattivi vicini 2 (Neighbors 2: Sorority Rising), regia di Nicholas Stoller (2016)
- Brigsby Bear, regia di Dave McCary (2017)
- Naked Singularity, regia di Chase Palmer (2021)
- Fidanzata in affitto (No Hard Feelings), regia di Gene Stupnitsky (2023)
- Y2K, regia di Kyle Mooney (2024)
- Unfrosted - Storia di uno snack americano (Unfrosted), regia di Jerry Seinfeld (2024)

#### Televisione
- Parks and Recreation - Serie TV, episodio 4x07 (2011)
- Wilfred - Serie TV, episodio 3x12 (2013)
- Hello Ladies - Serie tv, 6 episodi (2013-2014)
- Saturday Night Live - Programma TV, membro del cast (2013-2022)
- Drunk History - Serie TV, 3 episodi (2014-2018)
- Arrested Development - Ti presento i miei (Arrested Devlopment) - Serie TV, 13 episodi (2018-2019)
- Saturday Morning All Star Hits! - Serie TV, 8 episodi (2021)

### Doppiatore
- Verme del futuro (Future-Worm!) - Serie tv, 1 episodio (2016)
- Marco e Star contro le forze del male (Star vs. the Forces of Evil) - Serie TV, 12 episodi (2017-2018)
- Rick and Morty - Serie TV, episodio 5x04 (2021)
- Saturday Morning All Star Hits! - Serie TV, 8 episodi (2021)

### Sceneggiatore
- Y2K, regia di Kyle Mooney (2024)

## Doppiatori italiani
Nelle versioni in italiano delle opere in cui ha recitato, Kyle Mooney è stato doppiato da:
- Massimo Triggiani in Brigsby Bear, Miracle Workers
- Alessandro Vanni in Naked Singularity
- Edoardo Stoppacciaro in Fidanzata in affitto